# 対馬市立仁田中学校
対馬市立仁田中学校（つしましりつ にたちゅうがっこう, Tsushima City Nita Junior High School）は長崎県対馬市上県町樫滝にある公立中学校。略称「仁田中」（にたちゅう）。

## 概要
歴史
1947年（昭和22年）の学制改革で旧・仁田村立仁田国民学校高等科が改組され、「仁田村立仁田中学校」として開校。長く仁田小学校と併設の形をとっていたが、1984年（昭和59年）に併設を解消した。2012年（平成24年）に創立65周年を迎えた。
校章
旧対馬藩宗家の家紋にちなみ、五七桐の絵を背景にして、中央に校名の「仁中」の文字（縦書き）を置いている。
校歌
小学校併設時代は校歌を共有。併設解消後の1989年（平成元年）に中学校の新校歌を制定。作詞は白井傳、作曲は正島和幸による。歌詞は3番まであり、各番とも「ああ我等が学び舎 仁田中学校」で終わる。
校区
住所表記で対馬市上県町の後に「御園（みそ）、犬ヶ浦（いぬがうら）、樫滝（かしたき）、瀬田（せた）、飼所（かいどころ）、越ノ坂、越高（こしたか）、伊奈（いな）、志多留（したる）、田ノ浜（たのはま）」の続く地域。中学校区は対馬市立仁田小学校。

## 沿革
- 1947年（昭和22年）4月1日 - 学制改革（六・三制の実施）
  - 旧・仁田国民学校の初等科を改組し、仁田村立仁田小学校とする。
  - 旧・仁田国民学校の高等科および旧・青年学校を改組し、「仁田村立仁田中学校」（新制中学校）とし、小学校に併設する。
- 1955年（昭和30年）4月15日 - 佐須奈村と仁田村が合併し、上県町が発足したことにより、「上県町立仁田小学校・中学校」に改称。
- 1957年（昭和32年）- 火事により併設の小学校校舎が全焼。
- 1962年（昭和37年）- 校旗を制定。
- 1970年（昭和45年）- 完全給食を開始。
- 1984年（昭和59年）
  - 8月 - 新校地に中学校校舎が完成。
  - 9月1日 - 樫滝702番地への移転に伴い、小学校との併設を解消し独立。
- 1986年（昭和62年）- 校地内に上県町南部学校給食共同調理場が完成。仁田中学校に加え、仁田小学校と伊奈小・中学校の給食が調理・配送される。
- 1989年（平成元年）- 新校歌を制定。
- 1992年（平成4年）- パソコンを設置。
- 1993年（平成5年）- 体育館・ランチルーム・運動場が完成。
- 1998年（平成10年）- ジュニアソフトボールチームが全国大会に出場。
- 1999年（平成11年）- パソコンを設置。
- 2001年（平成13年） - 校訓碑を建立。
- 2002年（平成14年）4月1日 - 上県町立伊奈中学校を統合。
- 2004年（平成16年）3月1日 - 市町村合併により、「対馬市立仁田中学校」（現校名）に改称。

## 交通アクセス
最寄りのバス停
- 対馬交通 「仁田」バス停

最寄りの道路
- 国道382号
- 長崎県道56号上県小鹿港線

## 周辺
- 対馬市立仁田小学校
- 仁田郵便局
- 市民プール
- 仁田川

## 参考資料
- 「上県町史」（2004年（平成16年）2月23日, 上県町）p.1033～p.1044 - 市町村合併により対馬市が発足する直前に閉町記念として発行された。